# Jordi Canals
Jordi Canals (ur. 1960 w Barcelonie) – hiszpański profesor ekonomii i zarządzania IESE Business School. Dziekan tejże w latach 2001–2016.

## Życiorys
Ukończył studia i uzyskał doktorat z ekonomii z wyróżnieniem na Uniwersytecie Barcelońskim. Laureat stypendium Fundacji Fullbrighta. Post-Doctoral Fellow, Graduate School of Business Administration na Uniwersytecie Harvarda. W latach 2001 – 2016 był Dyrektorem Generalnym i dziekanem IESE Business School. 

## Publikacje
- Universal Banks: The need for corporate renewal, IESE, DI-321-E, 1996[3],
- Managing Corporate Growth - Oxford University Press, 2000[4],
- Building Respected Companies; Rethinking Business Leadership and the Purpose of the Firm - Cambridge University Press, 2010, Hardback, 268 p., ISBN 978-0-521-19210-1[5].

## Linkowania zewnętrzne
- Jordi Canals - Biogram IESE - iese.edu